# KSVK 12.7
Le KSVK (en Russe : Крупнокалиберная Снайперская Винтовка Ковровская (Krupnokalibernaya Snayperskaya Vintovka Kovrovskaya ; en français : fusil de précision à gros calibre de Kovrov), appelé aussi le fusil de sniper de Degtiarev, est un fusil antichar de calibre 12,7 mm, créé en Russie pour le tir de précision, mais également la pénétration des murs épais et les véhicules légèrement blindés.

## Développement
Cette arme a été développée à la fin des années 1990 par l'usine Degtyarev de Kovrov (en Russie), et est basée sur le SVN-98 expérimental du même calibre, le 12,7 mm russe.

## Structure
Cette arme est en bullpup, ce qui signifie que le chargeur des munitions est en arrière de l'arme, permettant à l'arme d'être plus compacte, tout en ayant un canon suffisamment long. C'est une carabine (arme à canon rayé) à verrou, qui dispose d'un frein de bouche et d'un réducteur de son. Différents types de lunettes peuvent être montés dessus.

## Variantes et dénominations
- SVN-98 (СВН-98)
- KSVK (КСВК)
- ASVK pour le ministère russe de la défense, sous la dénomination 6S8 "KORD" (6С8 «Корд»), adopté en juin 2013.

## Pays utilisateurs
- Russie[1]
- Vietnam [2],[3]
- Syrie[4]

## Utilisations en guerre
Le KSVK a été utilisé lors de la deuxième guerre de Tchétchénie, de la guerre civile syrienne (actuellement) et la Guerre russo-ukrainienne.